# 廁所裡有老虎
《廁所裡有老虎》（英語：Here There Be Tygers）是一部由史蒂芬·金於1968年在《緬因大學文學雜誌》 上所連載的短篇小說，並於1985年收錄在短篇小說集《史蒂芬·金的故事販賣機》內，這篇小說金自認為他的第一部小說，創作時金還是一個高中生。

## 故事簡介
查理是一個三年級學生，他十分需要去小便，但他害怕洗手間內有有一隻老虎，最後要老師逼他才肯去。查理在門口猶疑了很久都不敢進去，老師因此吩咐肯尼到來找他，肯尼取笑查理，又自己走進洗手間內，查理只見到老虎的爪上有衣服的碎片，雖然查理真的很害怕，但生理上他必需小便。在查理拉褲鏈時，老師親自下來找查理，卻再找不到肯尼。